# Shane McMahon
Shane Brandon McMahon (Gaithersburg, 15 gennaio 1970) è un imprenditore e wrestler statunitense, vicepresidente di Ideanomics.
Come wrestler, ha detenuto una volta l'European Championship, l'Hardcore Championship e lo SmackDown Tag Team Championship (con The Miz).

## Biografia
Shane McMahon è il figlio di Linda Edwards e Vince McMahon, ex proprietario della WWE; la sorella Stephanie è stata vicepresidente esecutiva della WWE. Ha studiato Comunicazione alla Boston University, laureandosi nel 1993.

## Carriera
Nel corso della sua carriera ha avuto diverse faide più o meno importanti: tra questi vanno ricordati quella con Steve Blackman per il WWF Hardcore Championship nel 2000;
quella con Kurt Angle, in cui viene ricordato soprattutto il loro violento Street Fight match a King of the Ring 2001;
I diversi scontri con il padre Vince; lo ha infatti affrontato in più occasioni, la più famosa delle quali nel 2001 nell'ambito della storyline dell'Invasion: vi fu infatti un match nel corso delle Survivor Series del 2001 che vide il Team WWF (Big Show, Chris Jericho, Kane, The Rock e The Undertaker) sconfiggere il Team Alliance (Shane McMahon, Booker T, Kurt Angle, Rob Van Dam e Steve Austin).
È ricordato anche il suo feud con Kane nel 2003, contro cui disputò un Last Man Standing match ad Unforgiven (incontro famoso anche per il volo di Shane dalla cima dell'impalcatura dello stage) e l'Ambulance match a Survivor Series.
Ritornò in WWE all'inizio del 2006, schierandosi con suo padre, Vince McMahon, nella faida che questi aveva intrapreso con Shawn Michaels, passando quindi tra le file degli heel. Nella puntata di Saturday Night's Main Event del 18 marzo Shane sconfisse Shawn Michaels in uno Street Fight match grazie all'aiuto di suo padre, il quale dichiarò Shane vincitore nonostante Michaels non avesse ceduto alla sua Sharpshooter. Il 30 aprile, a Backlash, Shane e Vince sconfissero Shawn Michaels e "Dio" in un No Holds Barred Tag Team match grazie all'intervento della Spirit Squad (Johnny, Kenny, Mikey, Mitch e Nicky). Il 20 agosto, a SummerSlam, Shane e Vince furono sconfitti dalla riunita D-Generation X (Triple H e Shawn Michaels). Il 17 settembre, ad Unforgiven, Shane, Vince e l'ECW Champion Big Show furono sconfitti dalla D-Generation X in un 3-on-2 Handicap Hell in a Cell match, andando a concludere questa faida.
Nel 2007 Shane lottò accanto a suo padre e ad Umaga in due Handicap match contro Bobby Lashley: il primo, svoltosi a Backlash, vide la vittoria dei McMahon e Vince conquistò l'ECW Championship, mentre nel secondo, tenutosi a Judgment Day, fu Lashley a prevalere. A One Night Stand, Vince perse il titolo in favore di Lashley nonostante l'aiuto di Umaga e dello stesso Shane.
Dopo aver affiancato Batista e Triple H nella faida contro la Legacy (Randy Orton, Cody Rhodes e Ted DiBiase Jr.), nata da un Hardcore match tra Shane e Orton a No Way Out, subì un grave infortunio alla gamba e fu portato via in barella. Qualche tempo dopo comunicò la sua decisione di lasciare la WWE.
Nella puntata di Raw del 22 febbraio 2016 ha fatto il suo ritorno in WWE dopo quasi sette anni, interrompendo il padre Vince e la sorella Stephanie durante la cerimonia di premiazione del Vincent J. McMahon Award; Shane ha detto al padre di volere il completo controllo di Raw (kayfabe), ottenendo subito il supporto del pubblico. Vince ha accettato la proposta del figlio a patto che quest'ultimo sarebbe riuscito a vincere un Hell in a Cell match contro The Undertaker a WrestleMania 32. Il 3 aprile seguente, al Grandaddy of Them All, Shane è stato sconfitto dal Deadman. La sera successiva, a Raw, Shane è apparso durante lo show per stringere la mano al padre che, per dimostrare che effettivamente Shane non sarebbe stato in grado di tenere in piedi la WWE, gli ha lasciato il comando di Raw per una sera. Shane è stato poi confermato al comando di Raw anche nella puntata successiva.
Durante il pay-per-view Payback del 1º maggio, Vince gli ha affidato definitivamente il controllo di Raw in collaborazione con Stephanie. Nella puntata di Raw dell'11 luglio Vince affida a Shane il ruolo di Commissioner di SmackDown a partire dalla puntata del 19 Luglio.
Nella puntata di SmackDown del 14 marzo 2017, Shane viene aggredito brutalmente da AJ Styles, furioso con lui per averlo escluso (a suo modo di dire) dal main event di WrestleMania 33. Nonostante l'aggressione (AJ ha schiantato Shane su un finestrino dei sedili posteriori di una macchina e ha perso molto sangue dalla testa), si presenta all'ingresso dell'arena sul finire di puntata, sfidando apertamente il "Phenomenal One" ad un match per WrestleMania, match che ha visto vincitore Styles. Il 20 agosto, a SummerSlam, Shane ha arbitrato il match tra AJ Styles e Kevin Owens con in palio il WWE United States Championship (detenuto da Styles); tale match è stato vinto dal campione. Nella puntata di SmackDown del 22 agosto Shane ha preso il posto di Baron Corbin come arbitro speciale del Last Chance match tra AJ Styles e Kevin Owens per lo United States Championship; il match è stato infine vinto dal campione Styles.
Nella puntata di SmackDown del 5 settembre Shane è stato sospeso dal ruolo di Commissioner di SmackDown dal General Manager Daniel Bryan per aver attaccato Kevin Owens (kayfabe). L'8 ottobre, a Hell in a Cell, Shane è stato sconfitto da Kevin Owens in un Falls Count Anywhere Hell in a Cell match a causa dell'intervento di Sami Zayn. Nella puntata di Raw del 23 ottobre Shane si è presentato avendo dapprima un confronto con il General Manager Kurt Angle, poi con quasi tutto lo spogliatoio di SmackDown, dove sia gli uomini sia le donne aggrediscono i vari membri di Raw, lanciando un chiaro segnale a Angle in vista di Survivor Series. Il 19 novembre, a Survivor Series, Shane ha preso parte al 5-on-5 Traditional Survivor Series Elimination match contro il Team Raw ma è stato eliminato per ultimo da Triple H, il quale ha dato la vittoria al Team Raw. La faida tra Shane e Kevin Owens è successivamente culminata l'8 aprile 2018 a WrestleMania 34, dove McMahon e il rientrante Daniel Bryan hanno sconfitto Owens e Sami Zayn; questi due erano stati allontanati per aver attaccato Shane a SmackDown e come da stipulazione sono stati definitivamente licenziati (kayfabe). Nella puntata di SmackDown del 10 aprile Shane ha annunciato la nuova General Manager dello show in sostituzione di Daniel Bryan (tornato alla competizione attiva), ovvero Paige. Il 27 aprile, a Greatest Royal Rumble, Shane ha partecipato al Royal Rumble match a 50 uomini entrando col numero 47 ma è stato eliminato da Braun Strowman. Il 2 novembre, a Crown Jewel, Shane ha sostituito The Miz (lottatore del roster di SmackDown) nella finale della WWE World Cup, vincendo il match e il torneo contro Dolph Ziggler (appartenente al roster di Raw). Nella puntata di SmackDown del 6 novembre Shane, assieme alla General Manager Paige, ha annunciato che The Miz e Daniel Bryan saranno i primi due membri del Team SmackDown maschile per Survivor Series; Shane e Paige hanno inoltre nominato Miz e Bryan co-capitani del Team SmackDown lasciando dunque a loro il compito di selezionare i restanti membri della squadra. The Miz ha in seguito aggiunto lo stesso Shane McMahon al Team SmackDown. Il 18 novembre, a Survivor Series, Shane ha preso parte al 5-on-5 Traditional Survivor Series Elimination match contro il Team Raw ma è stato eliminato per ultimo da Braun Strowman.
Nella puntata di SmackDown del 20 novembre, The Miz ha iniziato a chiedere a Shane McMahon di diventare il suo partner visto che avendo vinto il torneo WWE World Cup a Crown Jewel  possono ritenersi i "Best in The World", con The Miz che ha vinto ai quarti di finale e alle semifinali rispettivamente contro Jeff Hardy e Rey Mysterio mentre Shane (che ha sostituito Miz in finale) ha sconfitto Dolph Ziggler conquistando la coppa e il torneo. La sera stessa, Miz ha chiesto un'opportunità a Shane dicendogli di aver trovato un ottimo tag team da affrontare, allora Shane ha dato questa possibilità a The Miz e la sera stessa lui e The Miz hanno affrontato questi Wrestler di cui tanto parlava Miz (che alla fine erano 2 jobber locali) e con i quali Shane e The Miz hanno perso dopo che uno dei due ha schienato The Miz con un Roll-up (Shane non è mai entrato sul ring e a combattere è stato il solo The Miz). Nelle settimane successive The Miz ha continuato a chiedere a Shane di diventare il suo Tag Team partner,ricevendo sempre un No. Nella puntata di SmackDown dell'11 dicembre The Miz ha chiamato sul ring Shane e gli ha detto che oggi avrebbero affrontato i The Vegas Boys (un tag team composto da 2 jobber locali) ,vincendo il match per sottomissione dopo che Shane ha sottomesso uno dei due (The Miz non è mai entrato nel ring ed a combattere è stato il solo Shane). Nella puntata di SmackDown del 25 dicembre, The Miz ha invitato Shane nel suo Talk Show "Miz TV" e gli ha chiesto nuovamente di formare un tag team e dopo averci pensato e aver visto che il pubblico voleva che ci fosse questo tag team, Shane ha accettato di diventare il Tag Team partner di The Miz. Nella puntata di SmackDown dell'8 gennaio The Miz ha sfidato gli SmackDown Tag Team Championship Cesaro & Sheamus (al termine del loro match contro Gli Usos) per un match titolato alla Royal Rumble,i quali hanno accettato ed hanno attaccato Miz. Nella Puntata di SmackDown del 15 Gennaio The Miz ha organizzato una mega festa per il compleanno di Shane, che però è stata rovinata dall'arrivo degli SmackDown Tag Team Championship Cesaro & Sheamus, con Sheamus che ha poi sfidato The Miz ad un match 1-on-1. La sera stessa Shane è rimasto a bordo ring per affiancare Miz, che ha poi vinto la contesa e nel post-match ha difeso The Miz dall'attacco di Sheamus mettendolo KO. Nella puntata di SmackDown è rimasto a bordo ring per affiancare Miz nel suo match contro Cesaro, ma Miz è stato sconfitto e nel post-match Shane ha attaccato sia Cesaro sia Sheamus, ma vista l'inferiorità numerica è stato messo KO.
Il 27 gennaio, alla Royal Rumble, Shane e The Miz hanno sconfitto i The Bar conquistando così il WWE SmackDown Tag Team Championship. Il 17 febbraio, ad Elimination Chamber, Shane e The Miz hanno perso i titoli contro gli Usos (Jey Uso e Jimmy Uso) dopo 21 giorni di regno.
Il 10 marzo, a Fastlane, Shane e The Miz hanno affrontato gli Usos per il WWE SmackDown Tag Team Championship ma sono stati sconfitti; nel post match, inoltre, Shane ha brutalmente attaccato The Miz effettuando un turn heel.
Nella puntata di SmackDown del 12 marzo Shane ha spiegato che ha attaccato The Miz perché nella sua vita la gente ha sempre cercato di fregarlo per ottenere delle promozioni, o delle opzioni di accumulo monetario e si è stufato di tutto ciò e per questo a Fastlane ha brutalmente attaccato The Miz nella sua città natale. Shane ha continuato dicendo di non essere il "Best in The World" non per aver vinto una coppa o per aver vinto i titoli di coppia ma perché lui è nato come migliore al mondo, ed ha deciso che da quella sera (da Fastlane) in poi avrebbe pensato solo per il proprio tornaconto, ed è anche per questo che ha goduto nell'infliggere quell'attacco a Miz, e che la parte più bella di esso è stata che Miz prima di svenire (dopo che Shane l'ha strangolato con la sottomissione) ha visto come ultima cosa la faccia di suo padre (che Shane ha definito patata) e questo per lui è stato fantastico.
Shane ha detto che l'attacco a Miz gli ha fatto scattare una scintilla dentro di lui e che per questo dice di avere una richiesta per Miz (che alla fine è un ordine, visto che Shane è il suo datore di lavoro): visto che gli è piaciuto così tanto l'attacco ai suoi danni ha deciso di farlo nuovamente, però stavolta l'avrebbe fatto nello show più importante dell'anno per la WWE ovvero WrestleMania 35 (sfidandolo dunque ad un match 1 vs 1), dichiarandosi pronto ad un altro assalto degno da "Best in The World". Il 7 aprile, a WrestleMania 35, Shane ha sconfitto The Miz, dopo aver subito un suplex da una rampa dall'altezza di cinque metri, cadendo fortunosamente sopra l'avversario.
Nella puntata di Raw del 15 aprile, Shane è stato attaccato da The Miz (che è passato al roster rosso per effetto del Superstar Shake-up). Nella puntata di SmackDown del 23 aprile, ha attaccato insieme ad Elias, Roman Reigns (che la settimana prima aveva attaccato il padre di Shane ed Elias stesso).  Nella puntata di Raw del 29 aprile,ha distratto The Miz, facendogli perdere il suo match contro Bobby Lashley. Nel post-match Shane ha infierito su Miz, con l'aiuto dello stesso Lashley. La sera stessa The Miz ha sfidato Shane ad uno Steel Cage match a Money in the Bank, e tale match è stato ufficializzato pochi minuti dopo dalla WWE sul proprio sito. Nella puntata di Raw del 6 maggio, Shane ha attaccato, insieme ad Elias, Roman Reigns, mentre quest'ultimo stava affrontando Drew McIntyre (che ha poi attaccato lo stesso Reigns, insieme ai due), facendo terminare il match in squalifica. Nel post-match, però, Shane è stato attaccato da The Miz. La sera dopo, a SmackDown, Shane è stato nuovamente attaccato da The Miz, però, in suo aiuto sono corsi i due del B-Team (Bo Dallas e Curtis Axel), che sono stati messi fuori gioco pochi secondi dopo, lasciando però il tempo a Shane per poter prendere una sedia e attaccare Miz. Il 19 maggio, a Money in the Bank, Shane ha sconfitto The Miz in uno Steel Cage match. Nella puntata di Raw del 27 maggio Shane ha sconfitto il cugino di Roman Reigns in pochi secondi. Il 7 giugno, a Super ShowDown, Shane ha sconfitto Roman Reigns grazie all'intervento di Drew McIntyre. Nella puntata di Raw dell'8 luglio Shane e Drew McIntyre hanno sconfitto Roman Reigns e uno sfidante mascherato di nome "Gary Garbutt" (rivelatosi poi essere Cedric Alexander). Il 14 luglio, a Extreme Rules, Shane e Drew McIntyre sono stati sconfitti da Roman Reigns e The Undertaker in un No Holds Barred Tag Team match. Dopo aver chiuso negativamente la faida con Reigns, Shane ha ripreso la faida con Kevin Owens iniziata due anni prima dopo che lo stesso Owens lo ha più volte colpito con la sua Stunner a seguito di alcuni promo. L'11 agosto, a SummerSlam, Shane è stato sconfitto da Kevin Owens in un match in cui se quest'ultimo avesse perso, avrebbe dovuto lasciare la WWE. Nella puntata di SmackDown del 10 settembre, Shane ha sostituito l'infortunato Elias nella semifinale del King of the Ring, venendo però sconfitto da Chad Gable per 2-0 in un 2-out-of-3 Falls matc, dove Kevin Owens era l'arbitro speciale. Nel post-match, Shane ha attaccato alle spalle Kevin Owens e successivamente lo ha licenziato dalla WWE (kayfabe). Nella puntata di SmackDown del 4 ottobre Shane è stato sconfitto da Kevin Owens in un Ladder match, dovendo abbandonare come da posta in palio la WWE (kayfabe).
Dopo aver perso il match contro Kevin Owens, Shane McMahon si è preso una pausa dal wrestling di circa dieci mesi per dedicarsi alle proprie attività imprenditoriali con Ideanomics.
Durante la puntata di Raw del 3 agosto 2020 Shane McMahon ha fatto il suo ritorno, diventando il presentatore di un nuovo programma intitolato Raw Underground in cui i lottatori si affrontavano in alcuni match basati sullo stile delle arti marziali miste; tuttavia, a partire dal 28 settembre Raw Underground non è più andato in onda.

## Vita privata
Shane McMahon è sposato dal 1997 con Marissa Mazzola, dalla quale ha avuto tre figli: Declan James (2004), Kenyon Jesse (2006) e Rogan (2010).

## Nel wrestling

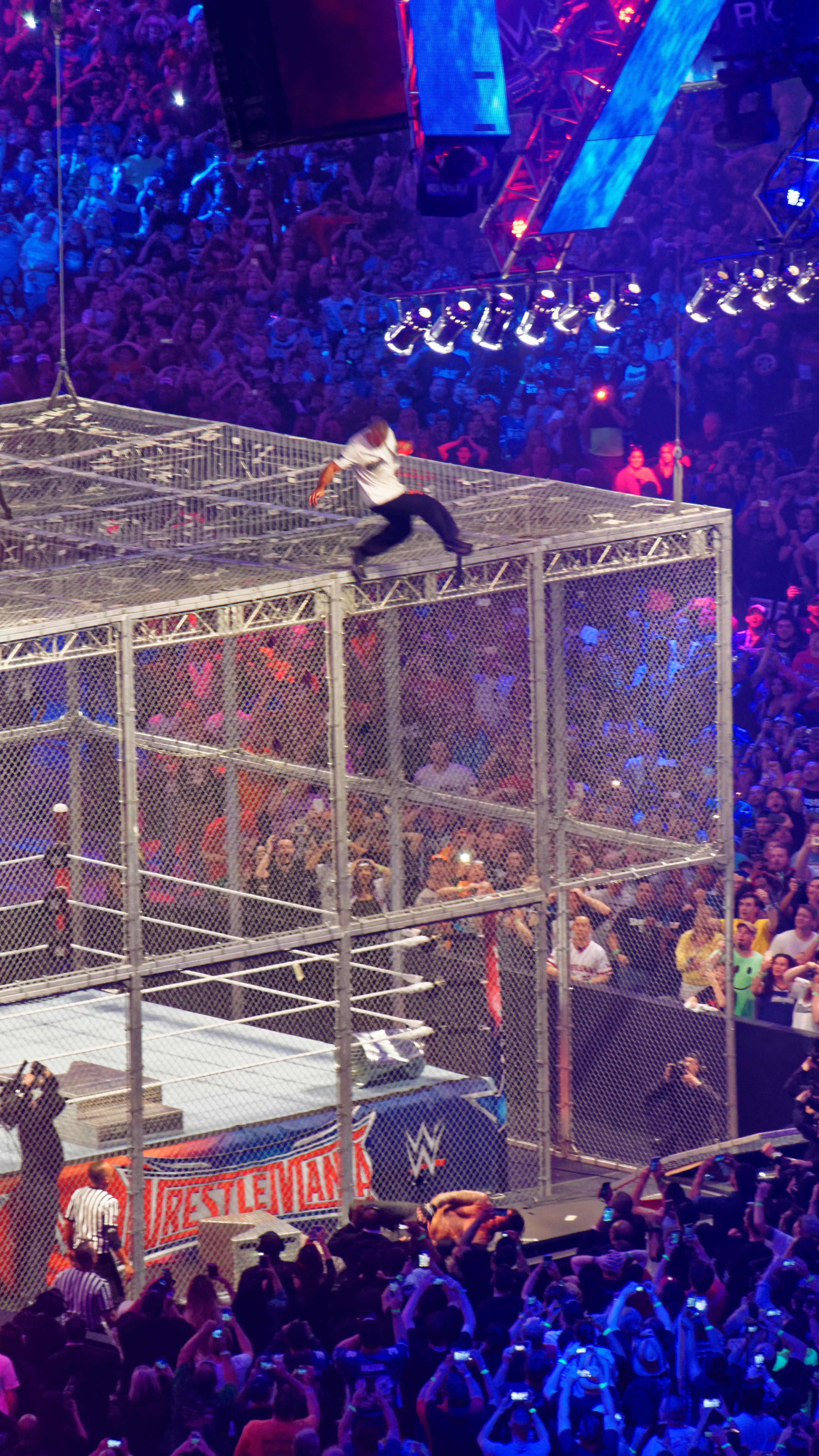
Shane McMahon mentre esegue il Leap of Faith dalla cima di una gabbia

### Mosse finali
- Coast to Coast (Corner-to-corner missile dropkick)
- Leap of Faith (Diving elbow drop)

### Soprannomi
- "Best in the World"
- "Boy Wonder"
- "Crown Prince"
- "Demon Seed"
- "Instrument of Chang"
- "Man Who Has No Fear"
- "Prodigal Son"
- "Shane-O-Mac"

## Titoli e riconoscimenti
- Baltimore Sun
  - WWE Non-Match Moment of the Year (2016)

- Pro Wrestling Illustrated
  - Rookie of the Year (1999)
  - Feud of the Year (2001) – vs. Mr. McMahon
  - 245º tra i 500 migliori wrestler singoli nella PWI 500 (1999)

- World Wrestling Federation/Entertainment
  - WWE SmackDown Tag Team Championship (1) – con The Miz
  - WWF European Championship (1)
  - WWF Hardcore Championship (1)
  - WWE World Cup (2018)

- Wrestling Observer Newsletter
  - Most Disgusting Promotional Tactic (2003)
  - Worst Feud of the Year (2006)